# Kübelberg (Steinwiesen)
Kübelberg ist ein Gemeindeteil des Marktes Steinwiesen im Landkreis Kronach (Oberfranken, Bayern).

## Geographie
Die Einöde liegt auf einem Höhenrücken. Im Osten entspringt der Kübala Bach, ein rechter Zufluss der Großen Leitsch. Ein Anliegerweg führt nach Tempenberg (0,4 km südwestlich) bzw. nach Berglesdorf zur Kreisstraße KC 21 (1,5 km nördlich).

## Geschichte
Der Ort wurde in der ersten Hälfte des 19. Jahrhunderts auf dem Gemeindegebiet von Neufang gegründet. Am 1. Mai 1978 wurde Kübelberg im Zuge der Gebietsreform in Bayern in die Gemeinde Steinwiesen eingegliedert.

### Baudenkmal
- Wegkapelle

### Einwohnerentwicklung
| Jahr      | 001853 | 001861 | 001871 | 001885 | 001900 | 001925 | 001950 | 001961 | 001970 | 001987 |
| Einwohner |        | 11     | 9      | 12     | 7      | 8      | 9      | 7      | 8      | 5      |
| Häuser    | 1      |        |        | 1      | 1      | 1      | 1      | 1      |        | 1      |
| Quelle    | [ 4 ]  | [ 6 ]  | [ 7 ]  | [ 8 ]  | [ 9 ]  | [ 10 ] | [ 11 ] | [ 12 ] | [ 13 ] | [ 1 ]  |

## Religion
Der Ort ist römisch-katholisch geprägt und nach St. Laurentius (Neufang) gepfarrt.